# 诺福克郡
諾福克（郡）（英語：Norfolk，香港又譯羅福），英國英格蘭東部的郡。以人口計算，金斯林-西諾福克是第1大自治市鎮（Borough），諾里奇是第1大城市、第2大自治市鎮（亦是郡治），大雅茅斯是第1大鎮（Town），金斯林是第2大鎮。
諾福克實際管轄7個非都市區，因為沒有包含單一管理區，無論把它看待為名譽郡還是非都市郡，其人口和面積都分別是832,500和5,371平方公里。

## 歷史
诺福克历史上是古代東盎格利亞王國（Kingdom of East Anglia）的重要组成部分。

## 行政區劃

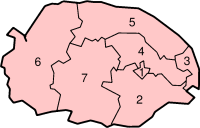
1. 諾里奇
2. 南諾福克
3. 大雅茅斯
4. 布羅德蘭
5. 北諾福克
6. 金斯林-西諾福克
7. 布羅克蘭

諾福克郡直接管轄7非都市區：諾里奇、南諾福克（South Norfolk）、大雅茅斯（Great Yarmouth）、布羅德蘭（Broadland）、北諾福克（North Norfolk）、金斯林-西諾福克（King's Lynn and West Norfolk）、布羅克蘭（Breckland）。

## 主要城市
英國城市地位：
- 諾維奇

## 地理
諾福克東臨北海，南與薩福克相鄰，西與林肯郡相鄰，西北部沿岸地區與林肯郡東南沿岸地區合組成沃什灣（The Wash）。

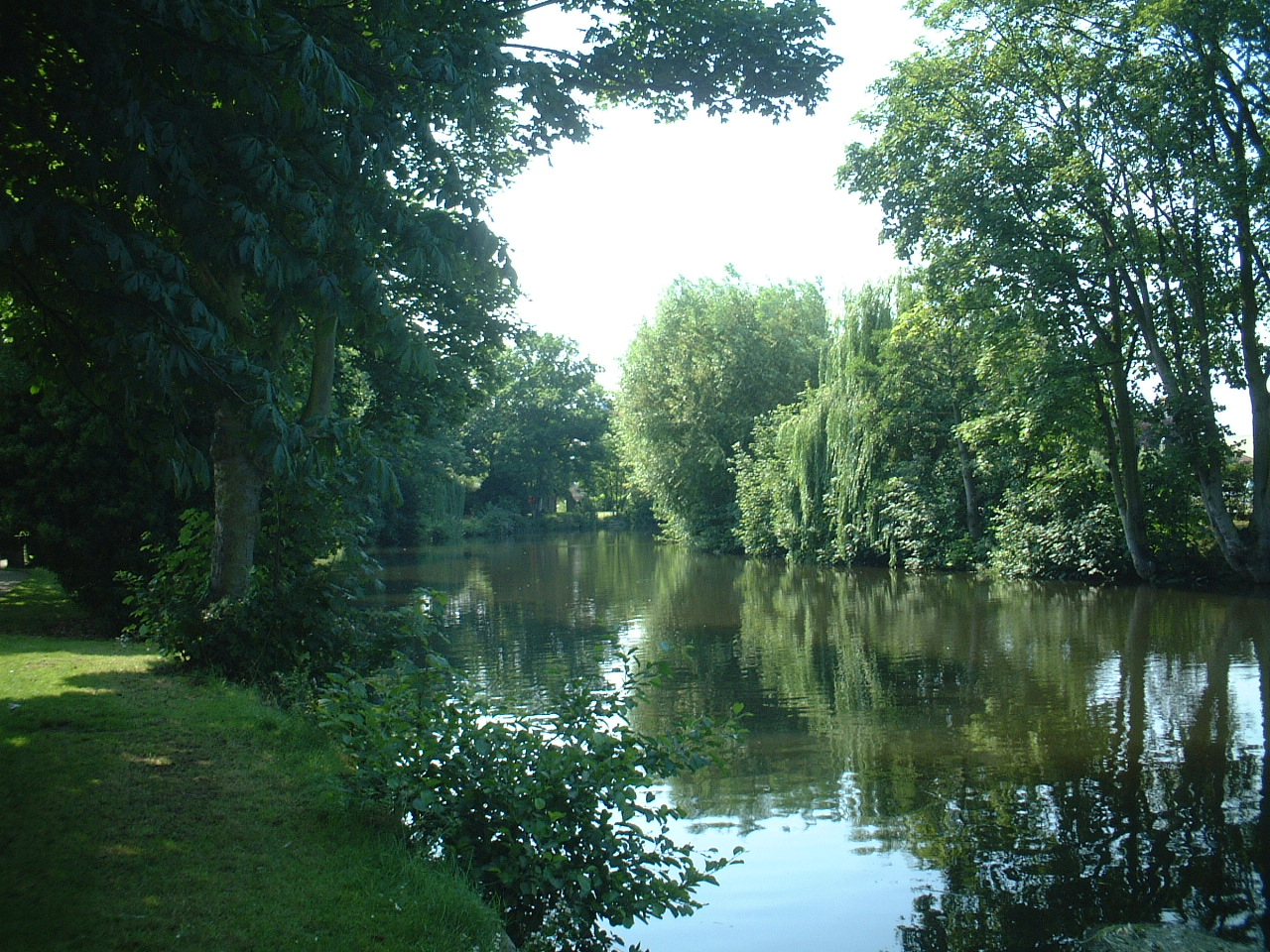
文森河
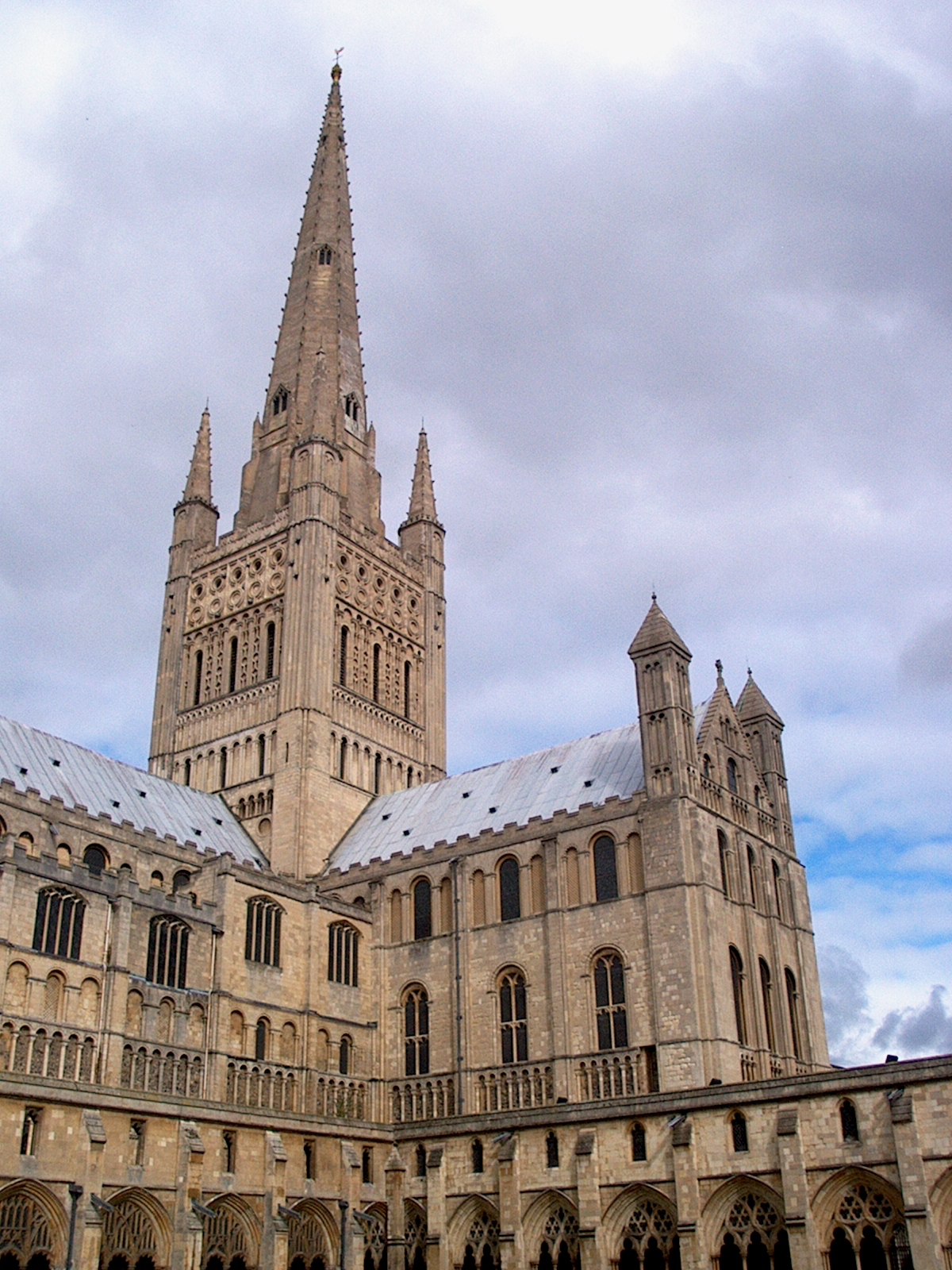
諾里奇座堂
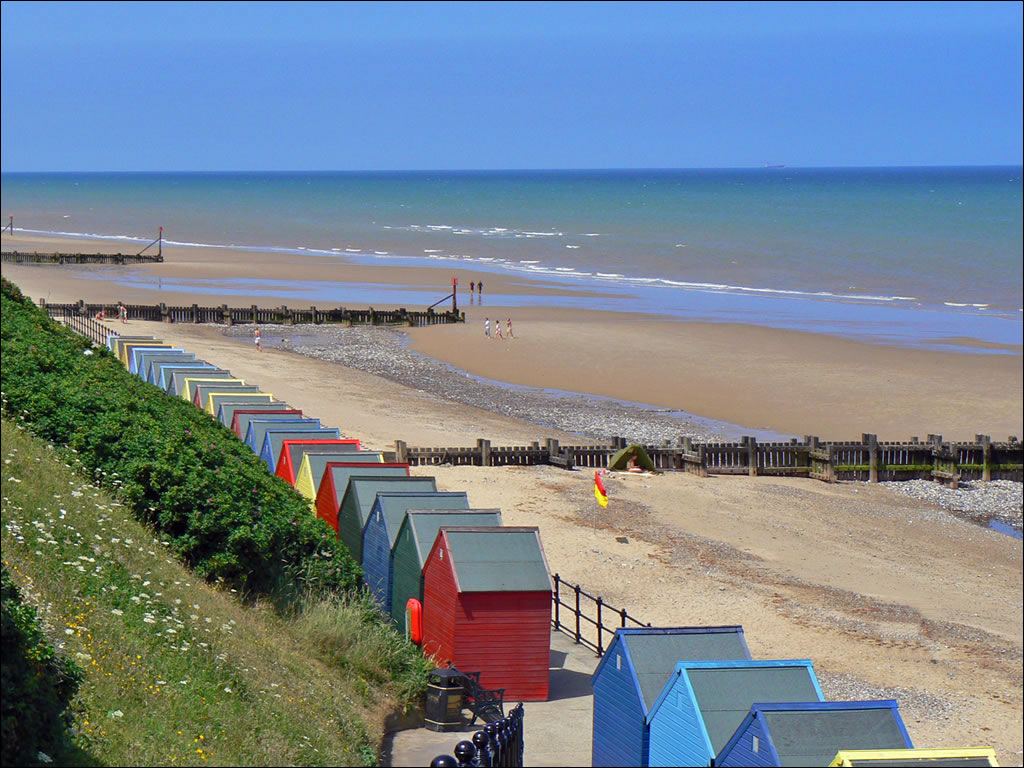
诺福克海灘度假區
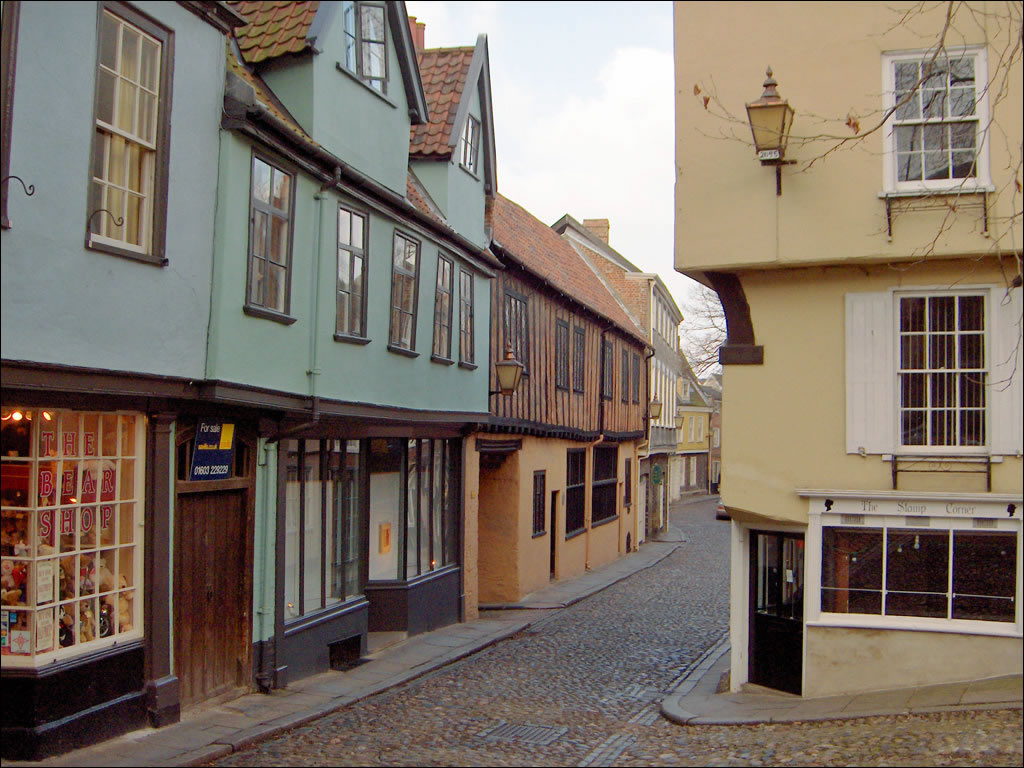
諾里奇
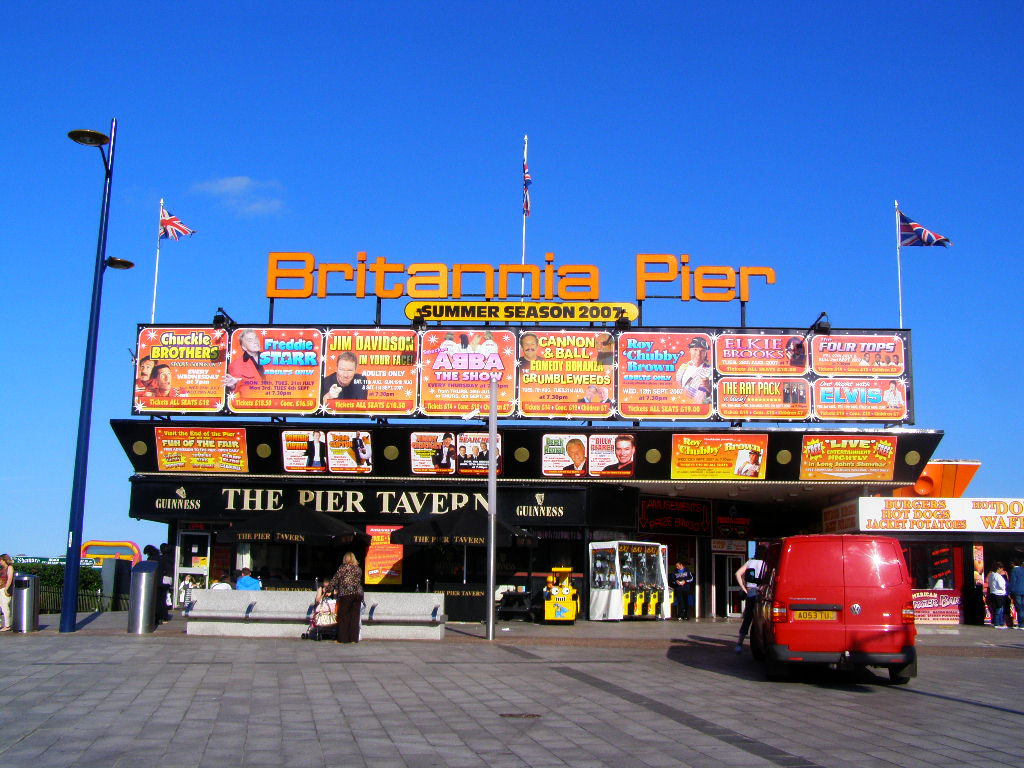
Britannia Pier戲院
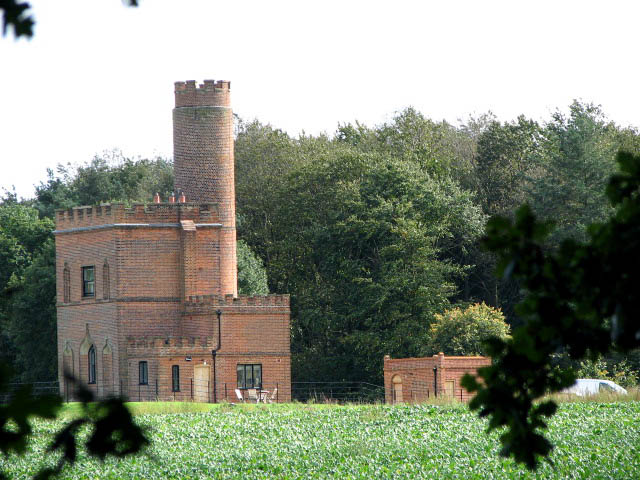
great grandstand
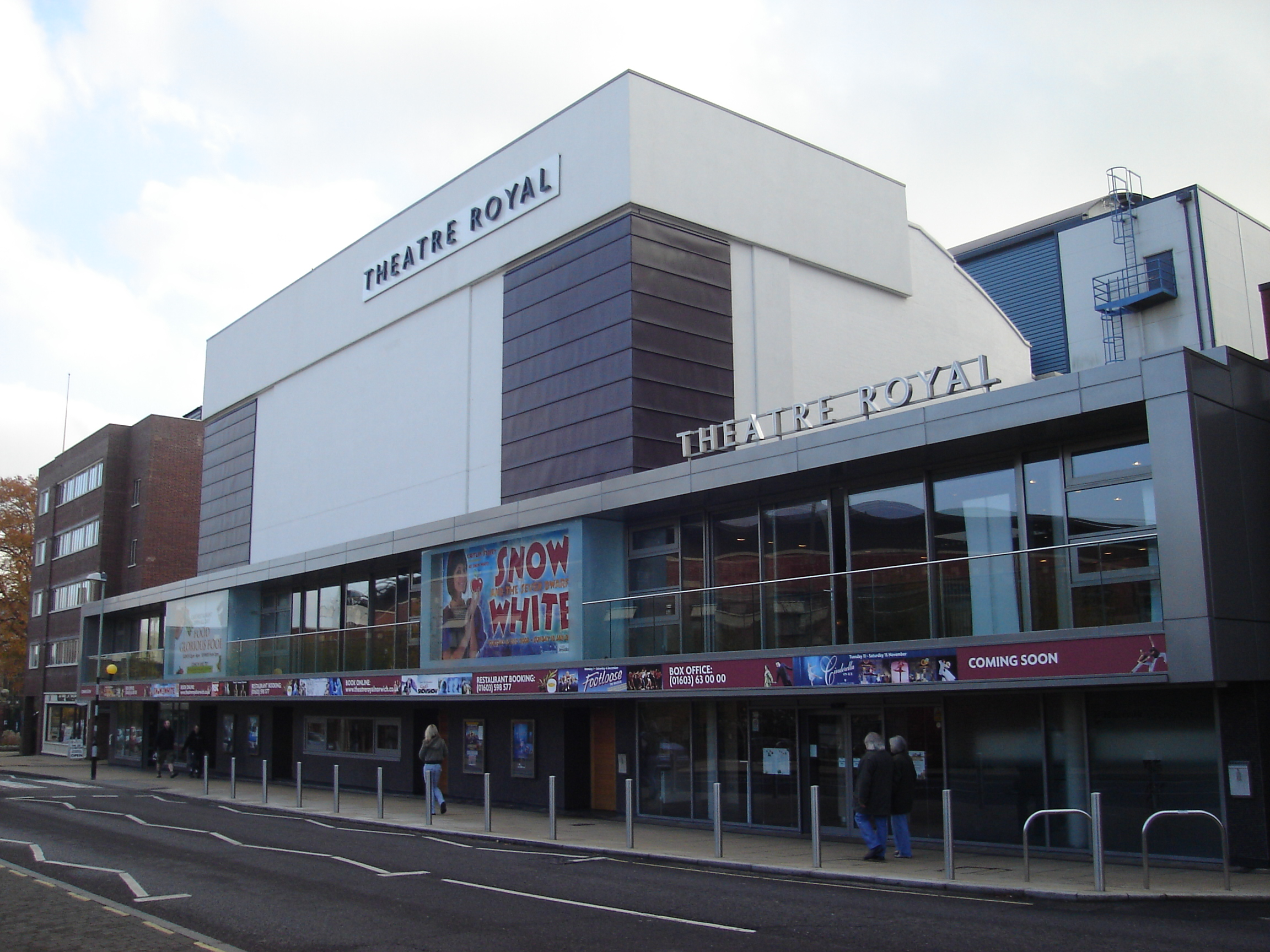
皇家大戲院
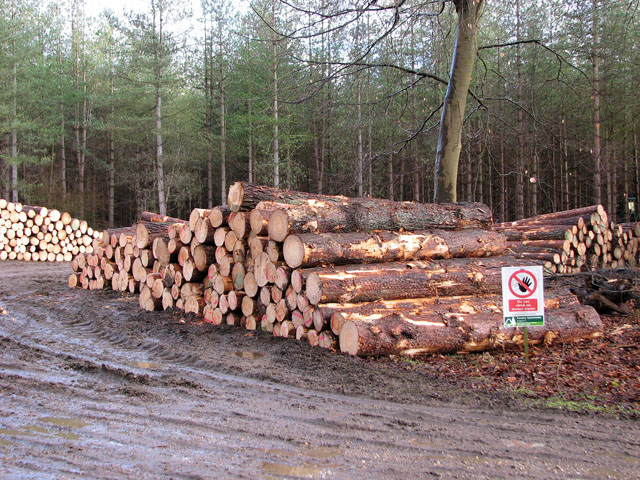
當地伐木業